# Йорк (Торонто)
Йорк (англ.: [jɔɹk]) — район у складі міста Торонто, який є другим найменшим із шести районів міста, займаючи площу 23,18 км². Йорк був заснований 1 січня 1850 року і у 1998 році в ході об'єднання кількох районів увійшов до складу «мегаміста» Торонто. Населення Йорка становить 143 255 мешканців (за переписом 2006 року). Демографічний склад населення Йорка: 61,0 % білих, 14,4 % чорношкірих та 5,8 % латиноамериканців.

## Відомі уродженці
- Вільям Боултон (1812–1874), політик
- Джордж Вільям Аллан (1822–1901), політик
- Фріда Фрейзер (1899–1994), лікарка, науковиця та викладачка
- Норман Тейлор (1899–1980), веслувальник
- Глен Шарплі (нар. 1956), хокеїст
- Петер Флахе (нар. 1982), хокеїст